# (20206) 1997 FA4
A (20206) 1997 FA4 a Naprendszer kisbolygóövében található aszteroida. A LINEAR projekt keretében fedezték fel 1997. március 31-én.